# Josep Borges i Granollers
Josep Borges i Granollers (Vernet, actualment municipi d'Artesa de Segre, Noguera, 1813 - Tagliacozzo, Abruços, 8 de desembre de 1861) fou un militar carlí.

## Biografia[1][2]
Fill d'Anton Borges Ventura i d'Antònia Granollers Pijoan. De família militar i carlista, participà en la primera guerra carlina. Durant la guerra perdé el seu pare, que afusellaren a Cervera, i el seu germà, mentre ell es convertí en un dels principals col·laboradors del comte d'Espanya, i obtingué la graduació de coronel l'any 1839. Va emigrar a Bourg-en-Bresse.
Retornà el 1847 durant la guerra dels Matiners, on participà, com a general de brigada, a les ordres de Benet Tristany, Ignasi Brujó i Ramon Cabrera i Grinyó en nombroses accions que li valgueren la comandància general de les terres tarragonines, i més tard la del Principat, amb caràcter d'interí; fou derrotat (1849) per les tropes del general liberal Quesada a Selma (Alt Camp).
En acabar la guerra s'exilià de nou, però durant el Bienni Progressista revoltà amb una partida diverses comarques catalanes. Fracassat el seu intent, retornà a França. Amb el grau de mariscal de camp, l'any 1860 va decidir d'anar a Roma per servir a les ordres de l'exèrcit vaticà. Després de mantenir converses amb alguns oficials enviats pel general borbònic Tommaso Clary passà al servei de Francesc II de les Dues Sicílies.
Destronat aquest per Garibaldi, desembarcà a Calàbria i Basilicata i es posà al capdavant de les guerrilles legitimistes, incloent-hi el bandoler Carmine Crocco, però fou fet presoner i afusellat per l'exèrcit de Casa Savoia el 30 de novembre de 1861. A l'Església del Gesù a Roma se'n va celebrar el funeral.
Josep Borges escrigué un diari, on recull les accions més destacades de les seves accions militars a Calàbria i Basilicata, va ser publicat per l'escriptor Marc Monnier a la seva obra Notizie storiche documentarie sul brigantaggio nelle province napoletane (1862). A la seva mort l'escriptor i poeta Víctor Hugo va deplorar la seva execució, acusant el govern de Vittorio Emanuele II pels mètodes utilitzats.